# Джанан, Мкртич Мигранович
Мкртич Мигранович Джанан (Джананян) (арм. Մկրտիչ Ջանան, 5 июля 1892, Стамбул — 18 июля 1938) — армянский советский писатель, драматург, актёр. Заслуженный артист Армянской ССР (1932). Репрессирован в годы большого террора.

## Биография
Окончил юридический факультет университета Константинополя.
С 1911 года выступал как актёр. В 1918 году принял участие в организации армянского драматического общества в Константинополе.
В 1919 поступил вольнослушателем в Парижскую консерваторию, где изучал драматическое искусство.
В 1922 году вступил в труппу 1-го Гостеатра Армении в Ереване (ныне Театр им. Сундукяна). Один из основателей азербайджанского театра в Ереване (1928).
Участник Первого съезда советских писателей (1934) с решающим голосом.
Арестован НКВД Армянской ССР 27 июля 1937 года по обвинению по ст. 59, 63, 65, 68 УК Армянской ССР (антисоветская агитация за создание независимого армянского государства). Выездной сессией ВК ВС СССР 18 июля 1938 приговорён к высшей мере наказания и расстрелян в тот же день.
Реабилитирован посмертно ВК ВС СССР 24.10.1955

## Фильмография
- 1932 «Курды-езиды»
- 1932 «Две ночи»
- 1927 «Хаз-пуш»